# Colli Berici Cabernet
Le Colli Berici Cabernet est un vin italien de la région Vénétie doté d'une appellation DOC depuis le 20 septembre 1973. Seuls ont droit à la DOC les vins rouges récoltés à l'intérieur de l'aire de production définie par le décret. 

## Aire de production
Les vignobles autorisés se situent en province de Vicence dans les communes Albettone, Alonte, Arcugnano, Barbarano Vicentino, Brendola, Castegnero, Grancona, Mossano, Nanto, Orgiano, San Germano dei Berici, Sovizzo, Villaga, Zovencedo ainsi qu'en partie les communes Asigliano Veneto, Campiglia dei Berici, Creazzo, Longare, Lonigo, Montebello Vicentino, Montecchio Maggiore, Montegalda, Montegaldella, Monteviale, Sarego, Sossano et Vicenza. Les vignobles se situent sur des pentes des collines Colli Berici au sud de Vicence.
Le vin rouge du type Cabernet  répond à un cahier des charges moins exigeant que le Colli Berici Cabernet riserva, essentiellement en relation avec le vieillissement et le titre alcoolique.

## Caractéristiques organoleptiques
- couleur : rouge rubis, tendant au rouge orange avec le vieillissement
- odeur : vineux, intense, épicé
- saveur : sèche, tannique, robuste

Le Colli Berici Cabernet se déguste à une température comprise entre 15 et 17 °C.

## Association de plats conseillée
Les viandes rouges grillées

## Production
- saison 1990-1991 : 5 677,29 hectolitres
- saison 1991-1992 : 5 352,23 hl
- saison 1992-1993 : 6 526,72 hl
- saison 1993-1994 : 6 168,12 hl
- saison 1994-1995 : 7 821,80 hl
- saison 1995-1996 : 6 198,59 hl
- saison 1996-1997 : 8 319,18 hl